# Saison 3 de Drop Dead Diva
Chronologie
Saison 2 Saison 4
Cet article présente le guide des épisodes de la troisième saison de la série télévisée américaine Drop Dead Diva.

## Distribution

### Acteurs principaux
- Brooke Elliott (VF : Virginie Méry) : Jane Bingum
- Margaret Cho (VF : Julie Turin) : Teri Lee
- Jackson Hurst (VF : Jean-François Cros) : Grayson Kent
- Kate Levering (VF : Barbara Delsol) : Kim Kaswell
- April Bowlby (VF : Chloé Berthier) : Stacy Barrett
- Josh Stamberg (VF : Serge Faliu) : Jay Parker
- Ben Feldman (VF : Denis Laustriat) : Fred

### Acteurs récurrents
- Ben Shenkman : Dr Bill Kendall (épisodes 1 à 5)
- Jaime Ray Newman (VF : Anne Dolan) : Vanessa Hemmings (épisodes 1, 3 et 4)
- Brooke D'Orsay (VF : Élisabeth Ventura) : Deborah « Deb » Dobkins (épisode 7)
- Lex Medlin (VF : Guillaume Lebon) : juge Owen French[1] (épisodes 10 à 13)
- Robert Hoffman (VF : Rémi Bichet) : Brian Pullman (épisodes 10 à 12)
- Brandy Norwood (VF : Valérie Siclay) : Elisa Shayne (épisodes 11 à 13)

### Invités
- Paula Abdul : elle-même[2] (épisode 1)
- LeAnn Rimes : Lana Kline[2] (épisode 1)
- Wendy Williams : Juge Mary Rudd[2] (épisode 1)
- Mario López : lui-même[3] (épisode 1)
- Jennifer Tilly : Ginny[3] (épisode 3)
- Howard Hesseman : Cole Lamburt[3] (épisode 4)
- Louis Van Amstel (en) : lui-même[3] (épisode 4)
- Wanda Sykes : Juge Yvonne Wright[4] (épisode 5)
- Clay Aiken : Tyler Callahan[3] (épisode 5)
- Lance Bass : Jamie[3] (épisode 5)
- Amanda Bearse : Juge Jodi Corliss[3] (épisodes 5 et 9)
- Tony Goldwyn : Alan Roberts[3] (épisode 6)
- Sharon Lawrence : Bobbie Dobkins[3] (épisodes 7 et 8)
- Faith Prince (en) : Elaine Bingum[3] (épisode 7)
- Kathy Griffin : Jenna Kaswell-Bailey[3] (épisode 8)

## Épisodes

### Épisode 1:Par procuration
- États-Unis : 19 juin 2011[3]
- France : 6 mars 2012 sur Téva
- Québec : 31 mai 2012 sur Séries+

- États-Unis : 2,86 millions de téléspectateurs[5]

- Paula Abdul (Elle-même)
- Wendy Williams (Juge Mary Rudd)
- LeAnn Rimes (Lana Kline)
- Jaime Ray Newman (Vanessa Hemmings)
- Helen Slater (Penny Brecker)
- Nick Zano (Tim Kline)
- Mario López (Lui-même)
- Ben Shenkman (Dr. Bill Kendall)

### Épisode 2:Fausse alarme
- États-Unis : 26 juin 2011
- France : 6 mars 2012 sur Téva
- Québec : 7 juin 2012 sur Séries+

- États-Unis : 2,38 millions de téléspectateurs[6]

- Lisa Darr (Martha Miller)
- Victor Webster (Gary Rice)
- Ben Shenkman (Dr. Bill Kendall)
- Lee Dawson (Steven Bay)

### Épisode 3:La Cuisse de Jupiter
- États-Unis : 10 juillet 2011
- France : 13 mars 2012 sur Téva
- Québec : 14 juin 2012 sur Séries+

- États-Unis : 2,01 millions de téléspectateurs[7]

- Jennifer Tilly (Ginny)
- Romy Rosemont (Molly Haller)
- Nic Novicki (Eli Haller)
- Briana Lane (Sierra Santell)
- Ben Shenkman (Dr. Bill Kendall)
- Gregory Albrecht (Bobby Z)
- Veronica Berry (Desiree)

### Épisode 4:Au panthéon des témoins
- États-Unis : 17 juillet 2011
- France : 13 mars 2012 sur Téva
- Québec : 21 juin 2012 sur Séries+

- États-Unis : 2,27 millions de téléspectateurs[8]

- Howard Hesseman (Cole Lamburt)
- Louis van Amstel (Lui-même)
- Jaime Ray Newman (Vanessa Hemmings)
- Zack Ward (Keith Geary)
- Ben Shenkman (Dr. Bill Kendall)
- Kenny Alfonso (Joe Cummings)
- Jason Benjamin (Officier Lyons)

### Épisode 5:Seules contre tous
- États-Unis : 24 juillet 2011
- France : 13 mars 2012 sur Téva
- Québec : 28 juin 2012 sur Séries+

- États-Unis : 2,08 millions de téléspectateurs[9]

- Lance Bass (Jamie)
- Clay Aiken (Tyler Callahan)
- Michael Gross (Principal Blake)
- Wanda Sykes (Juge Yvonne Wright)
- Amanda Bearse (Juge Jodi Corliss)
- Josie Loren (Julia)

### Épisode 6:Un monde de possibilités
- États-Unis : 31 juillet 2011
- France : 20 mars 2012 sur Téva
- Québec : 5 juillet 2012 sur Séries+

- États-Unis : 2,09 millions de téléspectateurs[10]

- Tony Goldwyn (Alan Roberts)
- Glenn Fitzgerald (Nathan Persky)
- Perry King (Warren Persky)
- Sydney Penny (Ms. Kritzer)

### Épisode 7:Le Goût de l'indépendance
- États-Unis : 7 août 2011
- France : 20 mars 2012 sur Téva
- Québec : 12 juillet 2012 sur Séries+

- États-Unis : 2,36 millions de téléspectateurs[11]

- Sharon Lawrence (Bobbie Dobkins)
- Michael Reilly Burke (Steve Vaught)
- Jon Wellner (Calvin)
- Brooke D'Orsay (Deb Dobkins)
- Faith Prince (Elaine Bingum)
- Cynthia Barrett (Juge Freeland)

### Épisode 8:Une longueur d'avance
- États-Unis : 14 août 2011
- France : 27 mars 2012 sur Téva
- Québec : 19 juillet 2012 sur Séries+

- États-Unis : 2,39 millions de téléspectateurs[12]

- Kathy Griffin (Jenna Kaswell-Bailey)
- Sharon Lawrence (Bobbie Dobkins)
- Olesya Rulin (Mia Dalton)
- Richard Blake (Vince Adams)
- James Patrick Stuart (Thurman)
- John Wesley Shipp (Doug Bailey)
- Crystal Reed (Ali)

### Épisode 9:Faites vos jeux
- États-Unis : 21 août 2011
- France : 27 mars 2012 sur Téva
- Québec : 26 juillet 2012 sur Séries+

- États-Unis : 2,23 millions de téléspectateurs[13]

- Leslie Grossman (Kristin Mulraney)
- Kali Rocha (Dr. Audrey Foley)
- Larry Poindexter (Dr. Preminger)
- Kaitlin Doubleday (Cassie)
- Amanda Bearse (Juge Jodi Corliss)

### Épisode 10:Le Complexe du héros
- États-Unis : 28 août 2011
- France : 3 avril 2012 sur Téva
- Québec : 2 août 2012 sur Séries+

- États-Unis : 2,53 millions de téléspectateurs[14]

- Patti Stanger (Marcie LaRose)
- Lex Medlin (Owen French)
- Raphael Sbarge (Donny Gibson)
- Kaitlin Doubleday (Cassie)
- Robert Hoffman (Brian Pullman)

### Épisode 11:Tu ne voleras point
- États-Unis : 4 septembre 2011
- France : 3 avril 2012 sur Téva
- Québec : 9 août 2012 sur Séries+

- États-Unis : 1,93 million de téléspectateurs[15]

- Brandy Norwood (Elisa Shayne)
- Lex Medlin (Owen French)
- Robert Hoffman (Brian Pullman)
- Gil McKinney (Ben Logan)
- Katherine McNamara (Ann Logan)

### Épisode 12:Medieval Mania
- États-Unis : 18 septembre 2011
- France : 10 avril 2012 sur Téva
- Québec : 16 août 2012 sur Séries+

- États-Unis : 2,18 millions de téléspectateurs[16]

- Quinton Aaron (Jacob Campbell)
- Valerie Harper (Juge Leslie Singer)
- Brandy Norwood (Elisa Shayne)
- Lex Medlin (Owen French)
- Robert Hoffman (Brian Pullman)
- Courtney Ford (Gwen Walsh)
- Suzanne Cryer (Ms. Davis)

### Épisode 13:À cœurs perdus
- États-Unis : 25 septembre 2011
- France : 10 avril 2012 sur Téva
- Québec : 23 août 2012 sur Séries+

- États-Unis : 2,12 millions de téléspectateurs[17]

- Deidre Hall (elle-même)
- Jamie-Lynn Sigler (Tina Howard)
- Brandy Norwood (Elisa Shayne)
- Johnathon Schaech (Aaron Howard)
- Lex Medlin (Owen French)
- Bruce Davison (Juge Cyrus Maxwell)
- Jack McGee (Warden Richard Steckler)